# Evelyn Nelson
Evelyn Nelson, nata Dorris Evelyn Nelson (Chloride, 13 novembre 1899 – Los Angeles, 16 giugno 1923), è stata un'attrice statunitense dell'epoca del muto.

## Biografia
Nata a Chloride, in Arizona, era figlia di un minatore, William Henry, e di Georgia P. Nelson. La famiglia, quando lei era ancora bambina, si trasferì a Los Angeles. Pauline la sorella di Evelyn, tentò la strada del cinema. Nel 1919, sposò l'attore Charles King. Evelyn, nel 1920, iniziò pure lei la carriera di attrice. Prese parte a un cortometraggio della Vitagraph, dove fu diretta da Jess Robbins, lavorando al fianco di Babe Hardy, il nome che all'epoca usava il comico Oliver Hardy. Dopo qualche altro cortometraggio con Hardy, nel 1921 fu scelta per affiancare Jack Hoxie in un western, Cyclone Bliss. Insieme a Hoxie, un attore specializzato in quel genere di pellicole, girò - come protagonista femminile - una serie di western, la maggior parte dei quali furono prodotti da Ben F. Wilson, attore e regista che aveva fondato una propria casa di produzione. La breve carriera dell'attrice si chiuse nel 1923; il suo ultimo film, sempre a fianco di Hoxie, fu Desert Rider, che uscì in giugno. Il 16 di quel mese, la madre Georgia, tornando a casa, scoprì il corpo della figlia che si era suicidata con il gas.

## Filmografia
- Springtime, regia di Jess Robbins - cortometraggio (1920)
- The Decorator
- The Trouble Hunter, regia di Jess Robbins - cortometraggio (1920)
- His Jonah Day, regia di Jess Robbins - cortometraggio (1920)
- The Backyard
- Don't Park Here, regia di Charley Chase - cortometraggio (1920)
- Cyclone Bliss, regia di Francis Ford (1921)
- Dead or Alive, regia di Dell Henderson
- The Broken Spur, regia di Ben F. Wilson (1921)
- Hills of Hate, regia di Ben F. Wilson (1921)
- A Motion to Adjourn, regia di Roy Clements (1921)
- The Double O, regia di Roy Clements (1921)
- The Recoil, regia di Milburn Morante (1921)
- Two-Fisted Jefferson, regia di Roy Clements (1922)
- The Desert's Crucible, regia di Roy Clements (1922)
- The Desert Bridegroom, regia di Roy Clements (1922)
- The Crow's Nest, regia di Paul Hurst (1922)
- Peaceful Peters, regia di Lewis King (1922)
- The Forbidden Trail, regia di Robert N. Bradbury (1923)
- Il cavaliere del deserto (Desert Rider), regia di Robert N. Bradbury (1923)